# ヴェルナーテ
ヴェルナーテ（伊: Vernate）は、イタリア共和国ロンバルディア州ミラノ県にある、人口約3,300人の基礎自治体（コムーネ）。

## 地理

### 位置・広がり

#### 隣接コムーネ
隣接するコムーネは以下の通り。括弧内のPVはパヴィーア県所属を示す。
- ビナスコ
- カルヴィニャスコ
- カザリーレ
- カゾラーテ・プリーモ (PV)
- ノヴィーリオ
- ロニャーノ (PV)
- ロザーテ
- トローヴォ (PV)

### 地震分類
イタリアの地震リスク階級 (it) では、3 に分類される
。

## 行政

### 分離集落
ヴェルナーテには、以下の分離集落（フラツィオーネ）がある。
- Bellaria Nuova, Bellaria Vecchia, Cascina ca' Granda nuova, Casci a Mugna Coazzano, Merlate, Moncucco, Pasturago, San Giuseppe